# Сем Джонстоун
Сем Джонстоун (англ. Sam Johnstone, нар. 25 березня 1993, Престон) — англійський футболіст, воротар клубу «Вулвергемптон Вондерерз» та збірної Англії.

## Клубна кар'єра
Народився 25 березня 1993 року в місті Престон. Вихованець футбольної школи клубу «Манчестер Юнайтед». У сезоні 2010/11 був основним воротарем юнацького складу клубу. 
26 липня 2011 року перейшов в клуб «Олдем Атлетік» на правах оренди. За «Олдем» провів два товариських матчі в передсезонному турне команди, після чого повернувся на «Олд Траффорд». 
9 вересня 2011 року перейшов в клуб «Сканторп Юнайтед» на правах оренди. Вже на наступний день він дебютував за клуб в матчі проти «Шеффілд Юнайтед», який завершився внічию з рахунком 1:1. Після завершення оренди в «Сканторпі» Джонстоун повернувся в «Манчестер Юнайтед», зігравши у фіналі плей-офф резервної Прем'єр-ліги проти «Астон Вілли», при цьому в серії післяматчевих пенальті зробивши вирішальний сейв, завдяки чому «Юнайтед» виграв чемпіонський титул серед резервних команд.
З 2013 року виступав на правах оренди за англійські нижчолігові «Волсолл», «Йовіл Таун», «Донкастер Роверз»  та «Престон Норт-Енд».
2016 року знову повернувся в «Манчестер Юнайтед», де став третім воротарем після Девіда Де Хеа та Серхіо Ромеро. За червону команду з Манчестера так і не дебютував на професійному рівні.
У період з 2017 по 2018 роки грав у «Астон Віллі» як орендований гравець.
3 липня 2018 року перейшов до клубу «Вест-Бромвіч Альбіон», підписавши з ним чотирирічний контракт. Сума трансферу склала 6,5 млн фунтів.

## Виступи за збірні
2008 року дебютував у складі юнацької збірної Англії (U-16). У 2010 році виграв чемпіонат Європи для юнаків до 17 років, на якому він був основним воротарем команди.
2013 року залучався до складу юнацької збірної Англії (U-20), з якою взяв участь у молодіжному чемпіонаті світу для гравців до 20 років. Всього взяв участь у 31 грі на юнацькому рівні.
6 червня 2021 року дебютував за національну збірну Англії у товариському матчі проти збірної Румунії. Дебют у офіційному матчі відбувся 5 вересня проти збірної Андорри у рамках кваліфікації до чемпіонату світу 2022 року.

## Статистика виступів

### Статистика клубних виступів
| Сезон                         | Команда                       | Чемпіонат                     | Чемпіонат | Чемпіонат | Національний кубок | Національний кубок | Національний кубок | Континентальні кубки | Континентальні кубки | Континентальні кубки | Інші змагання | Інші змагання | Інші змагання | Усього | Усього |
| Сезон                         | Команда                       | Ліга                          | Ігор      | Голів     | Ліга               | Ігор               | Голів              | Ліга                 | Ігор                 | Голів                | Ліга          | Ігор          | Голів         | Ігор   | Голів  |
| ----------------------------- | ----------------------------- | ----------------------------- | --------- | --------- | ------------------ | ------------------ | ------------------ | -------------------- | -------------------- | -------------------- | ------------- | ------------- | ------------- | ------ | ------ |
| 2011-12                       | «Сканторп Юнайтед»            | ФЛ1 (ІІІ)                     | 12        | –         | КА+КЛ              | 0                  | -0                 | -                    | -                    | -                    | ТФЛ           | -             | -             | 12     | –      |
| 2011–12                       | «Манчестер Юнайтед»           | ПЛ                            | 0         | -0        | КА+КЛ              | 0                  | -0                 | ЛЄ                   | 0                    | -0                   | СА            | -             | -             | 0      | -0     |
| 2012–13                       | «Манчестер Юнайтед»           | ПЛ                            | 0         | -0        | КА+КЛ              | 0                  | -0                 | ЛЧ                   | 0                    | -0                   | -             | -             | -             | 0      | -0     |
| 2012–13                       | «Волсолл»                     | ФЛ1 (ІІІ)                     | 7         | -5        | КА+КЛ              | -                  | -                  | -                    | -                    | -                    | ТФЛ           | -             | -             | 7      | -5     |
| 2013–14                       | «Йовіл Таун»                  | Ч (ІІ)                        | 1         | -2        | КА+КЛ              | 0                  | -0                 | -                    | -                    | -                    | -             | -             | -             | 1      | -2     |
| 2013–14                       | «Манчестер Юнайтед»           | ПЛ                            | 0         | -0        | КА+КЛ              | 0                  | -0                 | ЛЧ                   | 0                    | -0                   | -             | -             | -             | 0      | -0     |
| 2013–14                       | «Донкастер Роверз»            | Ч (ІІ)                        | 18        | -26       | КА+КЛ              | -                  | -                  | -                    | -                    | -                    | -             | -             | -             | 18     | -26    |
| 2014–15                       | «Манчестер Юнайтед»           | ПЛ                            | 0         | -0        | КА+КЛ              | 0                  | -0                 | -                    | -                    | -                    | -             | -             | -             | 0      | -0     |
| 2014-15                       | «Донкастер Роверз»            | ФЛ1 (ІІІ)                     | 10        | -9        | КА+КЛ              | 3+0                | -2                 | -                    | -                    | -                    | ТФЛ           | 1             | -1            | 14     | -12    |
| Усього за «Донкастер Роверз»  | Усього за «Донкастер Роверз»  | Усього за «Донкастер Роверз»  | 28        | -35       |                    | 3                  | -2                 |                      | -                    | -                    |               | 1             | -1            | 32     | -37    |
| 2014–15                       | «Престон Норт-Енд»            | ФЛ1 (ІІІ)                     | 22+3      | -17 + -0  | КА+КЛ              | -                  | -                  | -                    | -                    | -                    | ТФЛ           | -             | -             | 25     | -17    |
| 2015–16                       | «Манчестер Юнайтед»           | ПЛ                            | 0         | -0        | КА+КЛ              | 0                  | -0                 | ЛЧ                   | 0                    | -0                   | -             | -             | -             | 0      | -0     |
| 2015–16                       | «Престон Норт-Енд»            | Ч (ІІ)                        | 4         | -6        | КА+КЛ              | 0                  | -0                 | -                    | -                    | -                    | -             | -             | -             | 4      | -6     |
| Усього за «Престон Норт-Енд»  | Усього за «Престон Норт-Енд»  | Усього за «Престон Норт-Енд»  | 26+3      | -23 + -0  |                    | 0                  | -0                 |                      | -                    | -                    |               | -             | -             | 29     | -23    |
| 2015–16                       | «Манчестер Юнайтед»           | ПЛ                            | 0         | -0        | КА+КЛ              | 0                  | -0                 | ЛЄ                   | 0                    | -0                   | -             | -             | -             | 0      | -0     |
| Усього за «Манчестер Юнайтед» | Усього за «Манчестер Юнайтед» | Усього за «Манчестер Юнайтед» | 0         | -0        |                    | 0                  | -0                 |                      | 0                    | -0                   |               | -             | -             | 0      | -0     |
| Усього за кар'єру             | Усього за кар'єру             | Усього за кар'єру             | 74+3      | -84 + -0  |                    | 3                  | -2                 |                      | 0                    | -0                   |               | 1             | -1            | 81     | -85    |

## Досягнення
Англія (до 17)
- Переможець чемпіонату Європи для юнаків до 17 років: 2010

 Англія
- Віце-чемпіон Європи: 2020

 Манчестер Юнайтед
- Володар Молодіжного кубку Англії: 2010/11